# Don Bragg
Donald George Bragg, detto Don (Penns Grove, 15 maggio 1935 – 16 febbraio 2019), è stato un astista statunitense.

## Biografia
Bragg è cresciuto a Penns Grove, New Jersey, dove ha frequentato la Penns Grove High School; è stato l'ultimo dei grandi saltatori con l'asta ad utilizzare un'asta in alluminio. La sua carriera, dal 1954 fino al 1960, è stata coronata nel 1960 stabilendo un record mondiale di 4,80 m ai trials olimpici e vincendo poi la medaglia d'oro olimpica a Roma con una misura di 4,70 m. In precedenza aveva anche stabilito un record mondiale indoor di 4,81 m a Filadelfia nel 1959.
Soprannominato Tarzan per la sua dimensione e la forza, in seguito è diventato direttore atletico allo Stockton State College (New Jersey), proprietario di un campo estivo e autore di un libro autobiografico.
Nell'agosto 2010, Bragg ha fatto un discorso a Roma, durante una cerimonia per commemorare il cinquantesimo anniversario dei Giochi olimpici del 1960, concludendo il discorso con il suo urlo di Tarzan.

## Palmarès
| Anno | Manifestazione      | Sede    | Evento           | Risultato | Prestazione | Note            |
| ---- | ------------------- | ------- | ---------------- | --------- | ----------- | --------------- |
| 1959 | Giochi panamericani | Chicago | Salto con l'asta | Oro       | 4,62 m      |                 |
| 1960 | Giochi olimpici     | Roma    | Salto con l'asta | Oro       | 4,70 m      | Record olimpico |